# Potirna
Potirna falu Horvátországban, Dubrovnik-Neretva megyében. 

## Fekvése
Makarskától légvonalban 48 km-re délnyugatra, Korčula városától légvonalban 36, közúton 46 km-re nyugatra, községközpontjától légvonalban 8, közúton 11 km-re nyugatra, Korčula szigetének nyugati részén fekszik. Két fő részből, Gornja és Donja Potirnából áll. Gornja Potirna a környező domboldalakon, míg Donja Potirna a dombok alatti termékeny mező szélén fekszik. A hozzá tartozó jelentősebb tengeröblök a Gradaca, a Žalić, a Garma, a Nova és a Slatina. 

## Története
Korčula szigete a régészeti leletek tanúsága szerint már ősidők óta lakott volt. A szigeten élő első ismert nép az illírek voltak, akik az i. e. 2. évezredben jelennek meg. A magaslatokon épített erődített településeken éltek, melyek nyomai Korčula szigetének mintegy harminc pontján, többek között a Potirna felett fekvő Gradac nevű régészeti lelőhelyen találhatók meg. Halottaikat kőből rakott halomsírokba temették, melyek általában szintén magaslatokon épültek. Huszonkettő ilyen halomsír található Gradac történelem előtti várának romjai alatt. Borčić településrésztől keletre ugyancsak öt halomsír található. Az illírek i. e. 30-ig uralták a szigetet, amikor Octavianus hadai végső győzelmet arattak felettük. A római légionáriusok a szigetnek ezen a részén is letelepedtek magukkal hozva kultúrájukat, életmódjukat, szokásaikat. A római villagazdaságokban nagy mennyiségű gabonát, olívaolajat, bort, sózott halat és más élelmiszert állítottak elő, melyekkel élénk kereskedelmet folytattak. Ezek a tágas, kényelmesen berendezett épületek központi fűtéssel, díszes mozaikpadlóval, luxustárgyakkal rendelkeztek. Az itteni fényűző életről árulkodnak a díszesen faragott sírkövek is. A római civilizáció a 3. századtól indult hanyatlásnak, a kereskedelem megszűnt, a villagazdaságok elpusztultak, vagy kisebb településközpontokká alakultak. 
A mai Potirna a 19. század közepén keletkezett, az 1865-ben alapított Blato községhez tartozott. A településnek 1880-ban 56, 1910-ben 101 lakosa volt. 1918-ban az új szerb-horvát-szlovén állam, majd később Jugoszlávia része lett. Lakói fő megélhetését a mezőgazdaság adta, ezen belül a szőlő, az olajbogyó, a füge voltak a meghatározó termények. 1940-ben iskola kezdte meg működését a településen, melynek az első tanévben 27 tanulója volt. A tanító Antun-Tonko Sesa Korčula városából járt ki. A sziget 1941 és 1943 között olasz megszállás alatt állt, a tanítás is olasz nyelven folyt. A háború után a szocialista Jugoszlávia része lett. 1952-ben Vela Lukához csatolták csatolták, melynek 1992-ig maradt a része. Az iskola 1959-ben a kevés tanulói létszám miatt bezárt, a tanulók ezután Vela Lukára jártak iskolába. A független Horvátország megalakulása utáni közigazgatási reform alkalmával, 1993-ban újjászervezték Blato községet, melyhez Potirnát is újra hozzácsatolták. A falunak 2011-ben 23 lakosa volt, akik főként a mezőgazdaságból éltek. 

## Népesség
| Lakosság változása | Lakosság változása | Lakosság változása | Lakosság változása | Lakosság változása | Lakosság változása | Lakosság változása | Lakosság változása | Lakosság változása | Lakosság változása | Lakosság változása | Lakosság változása | Lakosság változása | Lakosság változása | Lakosság változása | Lakosság változása |
| ------------------ | ------------------ | ------------------ | ------------------ | ------------------ | ------------------ | ------------------ | ------------------ | ------------------ | ------------------ | ------------------ | ------------------ | ------------------ | ------------------ | ------------------ | ------------------ |
| 1857               | 1869               | 1880               | 1890               | 1900               | 1910               | 1921               | 1931               | 1948               | 1953               | 1961               | 1971               | 1981               | 1991               | 2001               | 2011               |
| 0                  | 0                  | 56                 | 66                 | 106                | 101                | 220                | 228                | 128                | 111                | 68                 | 25                 | 13                 | 14                 | 21                 | 23                 |

## Nevezetességei
- A Potirna feletti hegyen álló Szent György kápolna[4] első említése 1411-ben történt. Egyhajós, apszis nélküli, négyszög alaprajzú épület csúcsíves gótikus boltozattal, melyen még meglátszanak a korábbi dongaboltozat nyomai. Az oltár antependiumába ókori szarkofág töredéke van beépítve. Stilisztikai elemek hiányában pontos kormeghatározása nem lehetséges. A magaslaton, ahol a kápolna is áll nagy kváderkövekből szárazon rakott védőfalak maradványai látszanak, így igen valószínű, hogy ezen a helyen az ókorban az illírek egyik vára állt. A kápolna méretei alapján elképzelhető, hogy az egykori vár tornyának, vagy megfigyelőpontjának a helyén épült. A kápolnát magaslati fekvése miatt gyakran károsította villámcsapás.

- A Gradac nevű magaslaton illír erődítmény állt, alatta ősi temetkezőhely, 22 halomsírból álló temető található.

- A határában fekvő Mirja nevű helyen, egy gazdagon berendezett római villa rustica maradványai találhatók, amelyet az 1. és 6. század között használtak. A falak nagy részét kőburkolat borítja. A ma legszembetűnőbb rész egy téglalap alakú építmény, amelyet az építés második szakaszában ciszternává alakítottak át. Az építészeti maradványokon kívül számos sírra is bukkantak a helyszínen. Az épületmaradványok között feliratos márványtöredékek, amelyek közül az egyik Venus Pelagia istennő templomának építéséről ad hírt, falfreskók, szarkofágok és számos kerámia található.[5]